# Maryland State Police
Maryland State Police (förkortning: MSP), formellt Maryland Department of State Police (förkortning: MDSP), är den delstatliga poliskåren i den amerikanska delstaten Maryland.

## Bakgrund
Den första poliskåren i delstaten Maryland var Baltimore Police Department som bildades 1853. Under tidigt 1900-tal tog små steg i riktning mot en delstatlig poliskår med delstatliga kriminalpoliser (engelska: state detectives) och trafikpoliser. 1935 bildades Maryland State Police. 1970 fördes MSP över till Maryland Department of Public Safety and Correctional Services. Från 1994 ingår MSP i Department of Maryland State Police, som 1995 bytte namne till Maryland Department of State Police.

## Roll och funktion
Maryland State Police har polisiära befogenheter i hela delstaten. Trafikövervakning, brottsbekämpning, brottsutredningar samt olika former av stöd till olika lokala polismyndigheter hör till huvuduppgifterna.

## Organisation och gradbeteckningar

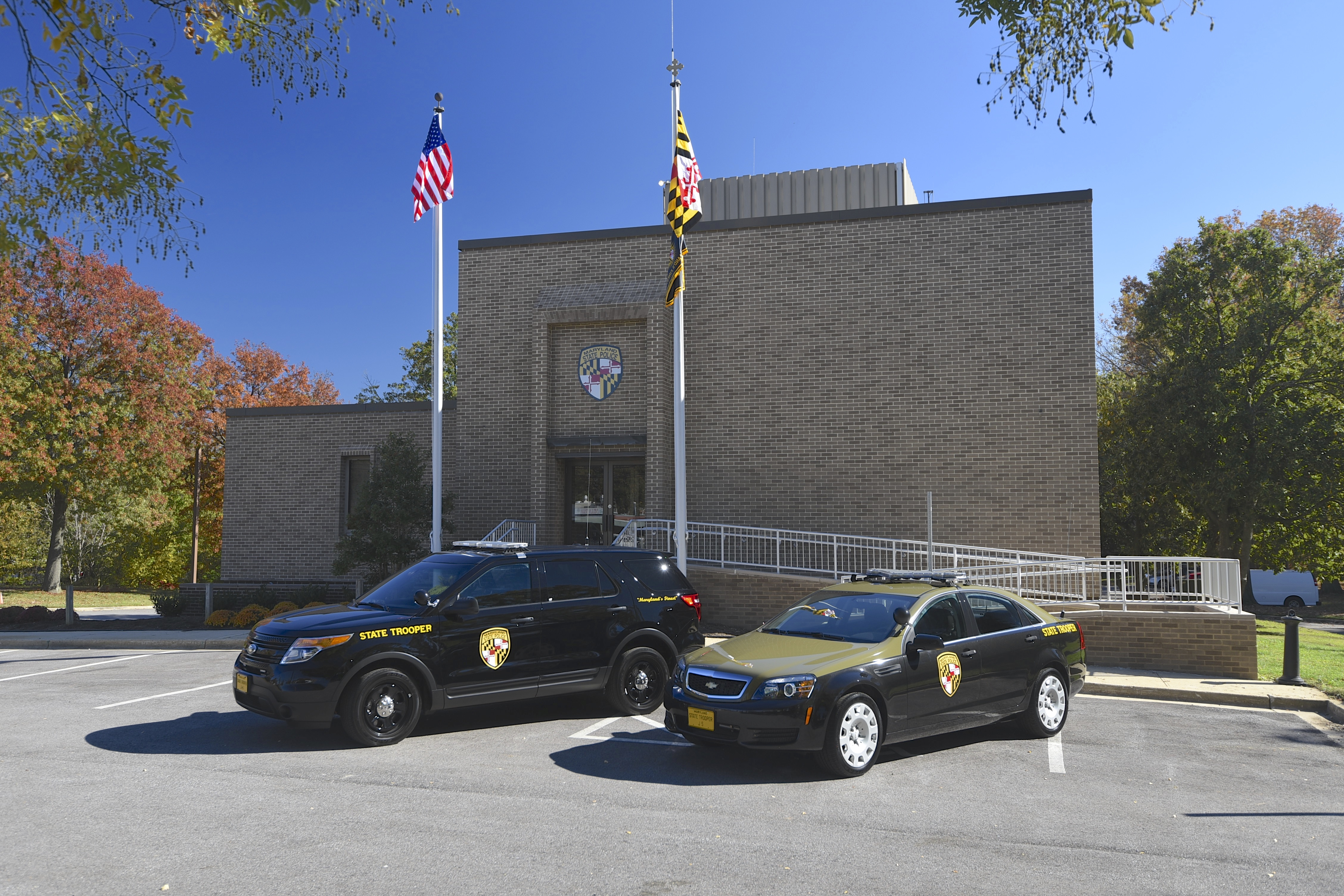
Polisstation och polisbilar för Maryland State Police i Annapolis.

Maryland State Police är paramilitärt organiserad och gradbeteckningarna härstammar från USA:s armé. Den högste polischefen har överstes grad samt uppbär befattningen som Superintendent. Denne utses av Marylands guvernör, med godkännande av Marylands senat, och ingår i guvernörens kabinett.
MSP är oraniserat i tre avdelningar:
- Field Operations Bureau (FOB)
- Criminal Investigation Bureau (CIB)
- Support Services Bureau (SSB)

### Aviation Command
I Support Services Bureau ingår Aviation Command som har ett omfattande polisflyg med 10 helikoptrar och ett Turbopropflygplan. I juni 2013 levererades de första 2 helikoptrarna av Leonardo AW 139 av sammanlagt 10 som ersatte äldre Eurocopter AS365 Dauphin.

## Referenser

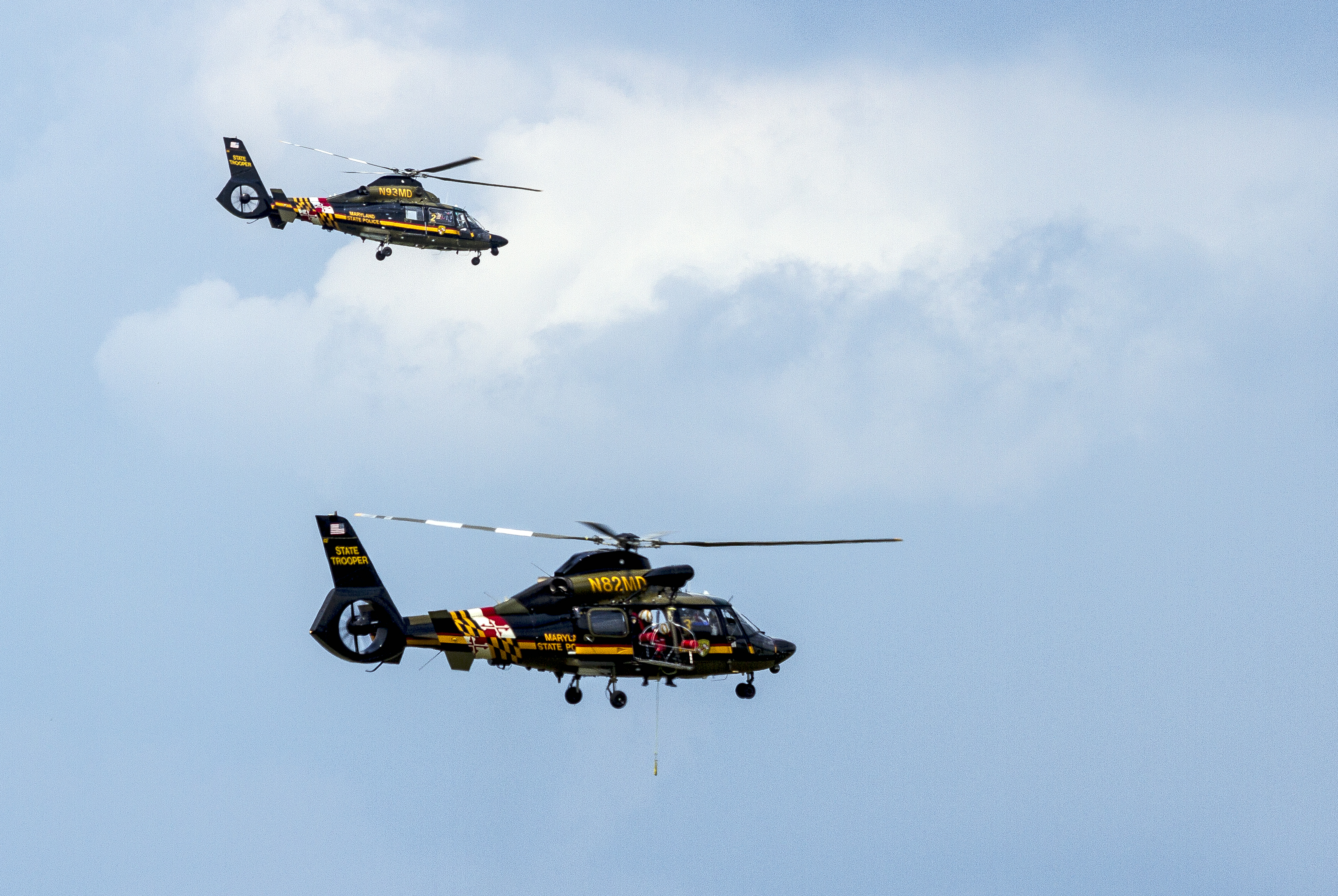
Två polishelikoptrar från Maryland State Police av typ Eurocopter AS365 Dauphin utförande medevac.